# Time for Miracles
Time for Miracles è un brano musicale del cantante statunitense Adam Lambert. Il singolo è stato distribuito tramite Amazon.com il 16 ottobre 2009, mentre dal giorno successivo è stata distribuita la versione completa attraverso YouTube.
La canzone è stata scritta da Alain Johannes e dalla sua compagna Natasha Shneider (morta di cancro nel 2008), noti per aver contribuito a molti lavori dei Queens of the Stone Age. La canzone è stata utilizzata come tema principale del film catastrofico 2012 ed inserita nei titoli di coda del film.
Nonostante il brano sia stato pubblicato dopo l'esperienza del cantante ad American Idol, non è considerato il suo singolo ufficiale di debutto, che è in realtà la title track che dà il nome al suo album For Your Entertainment.

## Videoclip
Il videoclip ufficiale del brano è stato diretto da Wayne Isham e distribuito tramite MySpace il 21 ottobre. Il video ritrae Lambert mentre cammina tranquillamente tra scene catastrofiche ispirate a 2012, intervallate a reali immagini del film.

## Classifica
Time for Miracles ha raggiunto la posizione nº50 della Billboard Hot 100 e si è posizionata alla nº26 della classifica canadese. Il singolo ha ottenuto oltre 46 000 downloads al suo debutto.
| Classifica (2009)      | Posizione |
| ---------------------- | --------- |
| U.S. Billboard Hot 100 | 50        |
| Canadian Hot 100       | 26        |